# Марко Николич (футболіст, 1989)
Ма́рко Ни́колич (серб. Marko Nikolić; 9 червня 1989, Белград, Югославія) — сербський футболіст, півзахисник футбольного клубу «Жарково» та екс-гравець юнацької збірної Сербії.

## Життєпис
Марко Николич народився у Белграді. Закінчив футбольну академію «Црвени Звезди», однак у складі «червоно-білих» зіграв лише один матч. 2007 року на орендних засадах грав за сербський «Срем». У той же час почав викликатися до юнацької збірної Сербії. Згодом у його кар'єрі були півроку в «Бежанії» та повернення до «Срему».
Наприкінці 2012 року Николич припинив співпрацю з «Црвеною Звездою» та вирушив до Швеції, де приєднався до лав клубу «Вальста Сиріанска». Втім, через травму дебют серба відклався аж до квітня наступного року. Зрештою, вже у липні 2013 Марко Николич вирішив повернутися до Сербії та уклав угоду з «Вождовацем».

## Досягнення
- Фіналіст Кубку Чорногорії (1): 2016/17